# Praxelis
Praxelis, rod  glavočika iz podtribusa Praxelinae, dio tribusa Eupatorieae. Opisan je 1826. godine. 

## Opis
Praxelis uključuje 14 (danas 20) južnoameričkih vrsta široko rasprostranjenih. Rod se razlikuje po papusu brojnih kapilarnih čekinja, omotaču listopadnih involukralnih brakteja i stožastom cvjetištu. Jako nalikuje Chromolaeni, a molekularni podaci za najmanje jednu vrstu sugeriraju da je filogenetski inskupina ovom rodu.

## Vrste
1. Praxelis asperulacea (Baker) R.M.King & H.Rob.
2. Praxelis basifolia (Malme) R.M.King & H.Rob.
3. Praxelis capillaris (DC.) Sch.Bip.
4. Praxelis chiquitensis (B.L.Rob.) R.M.King & H.Rob.
5. Praxelis clematidea (Hieron. ex Kuntze) R.M.King & H.Rob.
6. Praxelis conoclinanthia (Hieron.) R.M.King & H.Rob.
7. Praxelis decumbens (Gardner) Teles & R.Esteves
8. Praxelis diffusa (Rich.) Pruski
9. Praxelis grandiflora (DC.) Sch.Bip.
10. Praxelis insignis (Malme) R.M.King & H.Rob.
11. Praxelis kleinioides (Kunth) Sch.Bip.
12. Praxelis macrocarpa V.Abreu & R.Esteves
13. Praxelis minima Teles & P.L.Viana
14. Praxelis missiona (Malme) R.M.King & H.Rob.
15. Praxelis odontodactyla (B.L.Rob.) R.M.King & H.Rob.
16. Praxelis ostenii (B.L.Rob.) R.M.King & H.Rob.
17. Praxelis porophylloides (B.L.Rob.) D.J.N.Hind
18. Praxelis sanctopaulensis (B.L.Rob.) R.M.King & H.Rob.
19. Praxelis scaturicola Neves Ribeiro & V.L.Rivera
20. Praxelis splettii H.Rob.

## Sinonimi
- Bembicium Mart. ex Baker; Mart., Fl. Bras. 6(2): 341 (1876)
- Haberlea Pohl ex Baker; Mart., Fl. Bras. 6(2): 341 (1876), nom. inval.
- Ooclinium DC.; Prodr. [A. DC.] 5: 133 (1836)